# Grenoside
Grenoside is een buitenwijk van Sheffield in het Verenigd Koninkrijk. Het telt 4.177 inwoners.
De naam Grenoside komt uit het Angelsaksisch, vroeger heette de plaats Gravenhou.

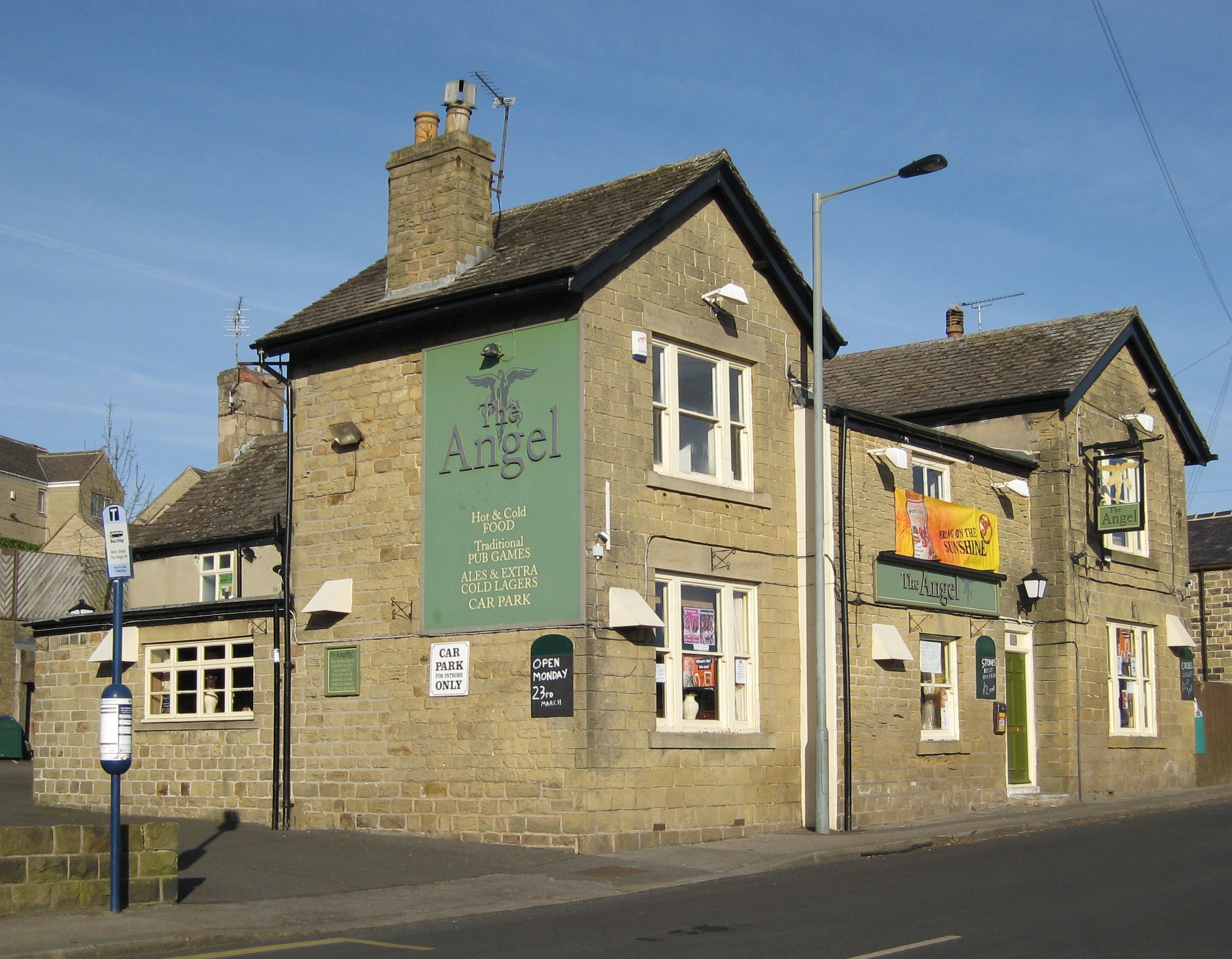

## Geboren
- Wallace Birch, een profvoetballer
- Helen Sharman (1963), de eerste Britse astronaute